# Стоколос двотичинковий
Стоколос двотичинковий (Bromus diandrus Roth) – вид рослин родини тонконогові (Poaceae). лат. diandrus — «з двома тичинками». Синонім Anisantha diandra (Roth) Tutin.

## Опис
Однорічник. Стебла до 110 см, прямовисні або висхідні. Листові пластини до 30 × 1,1 см, плоскі. Колоски клиноподібні, до 55 мм, з 7–10 квітками. Квітує та плодоносить з березня до червня.

## Поширення
Північна Африка: Алжир; Єгипет [пн.]; Лівія [пн.]; Марокко; Туніс. Західна Азія: Кіпр; Ізраїль; Йорданія; Ліван; Сирія; Туреччина. Кавказ: Азербайджан; Грузія. Європа: Угорщина; Естонія; Литва; Україна (Південний берег Криму, занесений до північних регіонів країни); Хорватія; Греція [вкл. Крит]; Італія [вкл. Сардинія, Сицилія]; Румунія; Словенія; Франція [вкл. Корсика]; Португалія [вкл. Мадейра]; Гібралтар; Іспанія [вкл. Балеарські острови, Канарські острови]. Натуралізований в деяких інших країнах (у тому числі Каліфорнія і південна Австралія).
Росте на луках, кам'янистих осипах, вздовж доріг й залізничних колій.

## Галерея

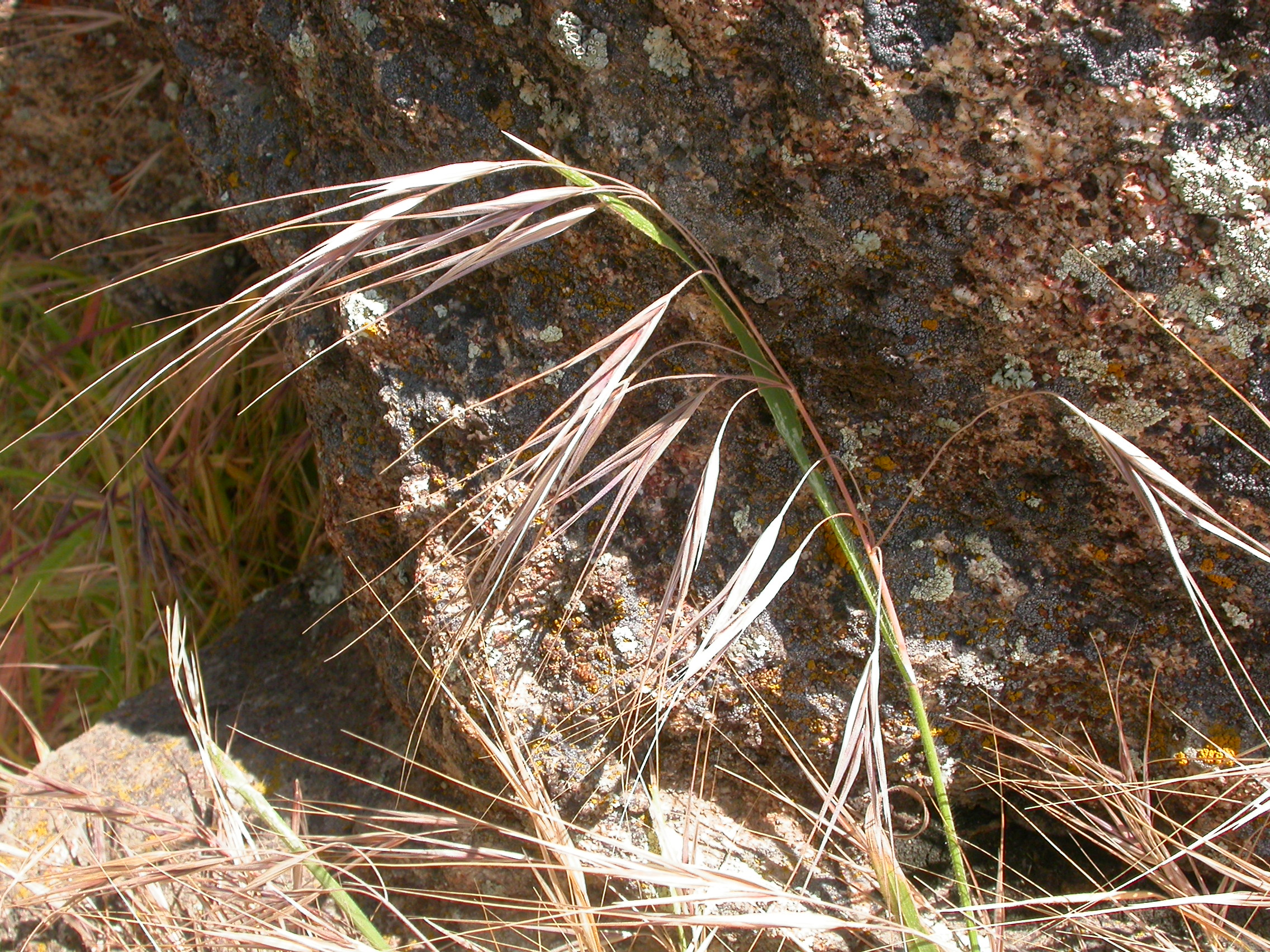
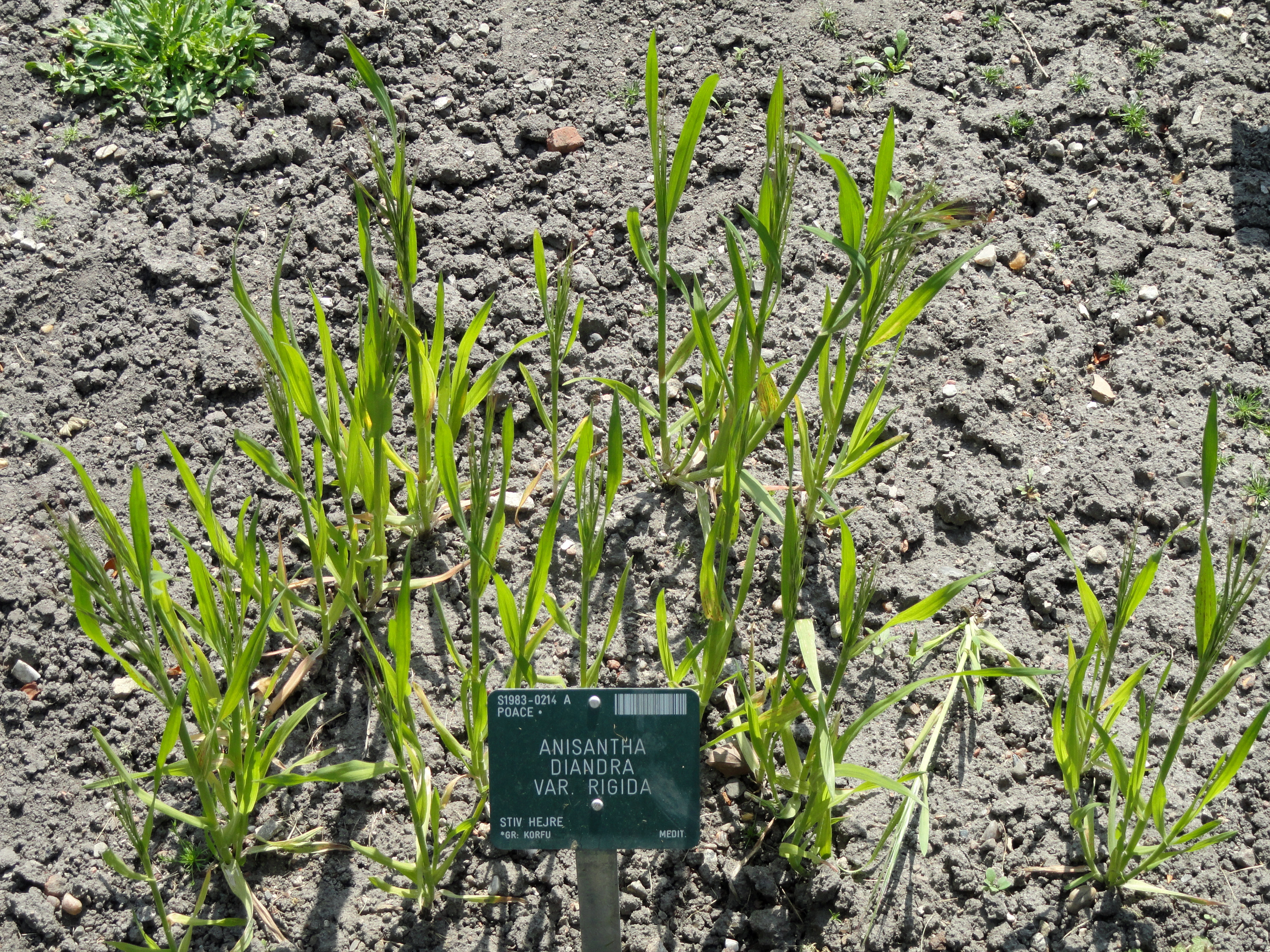
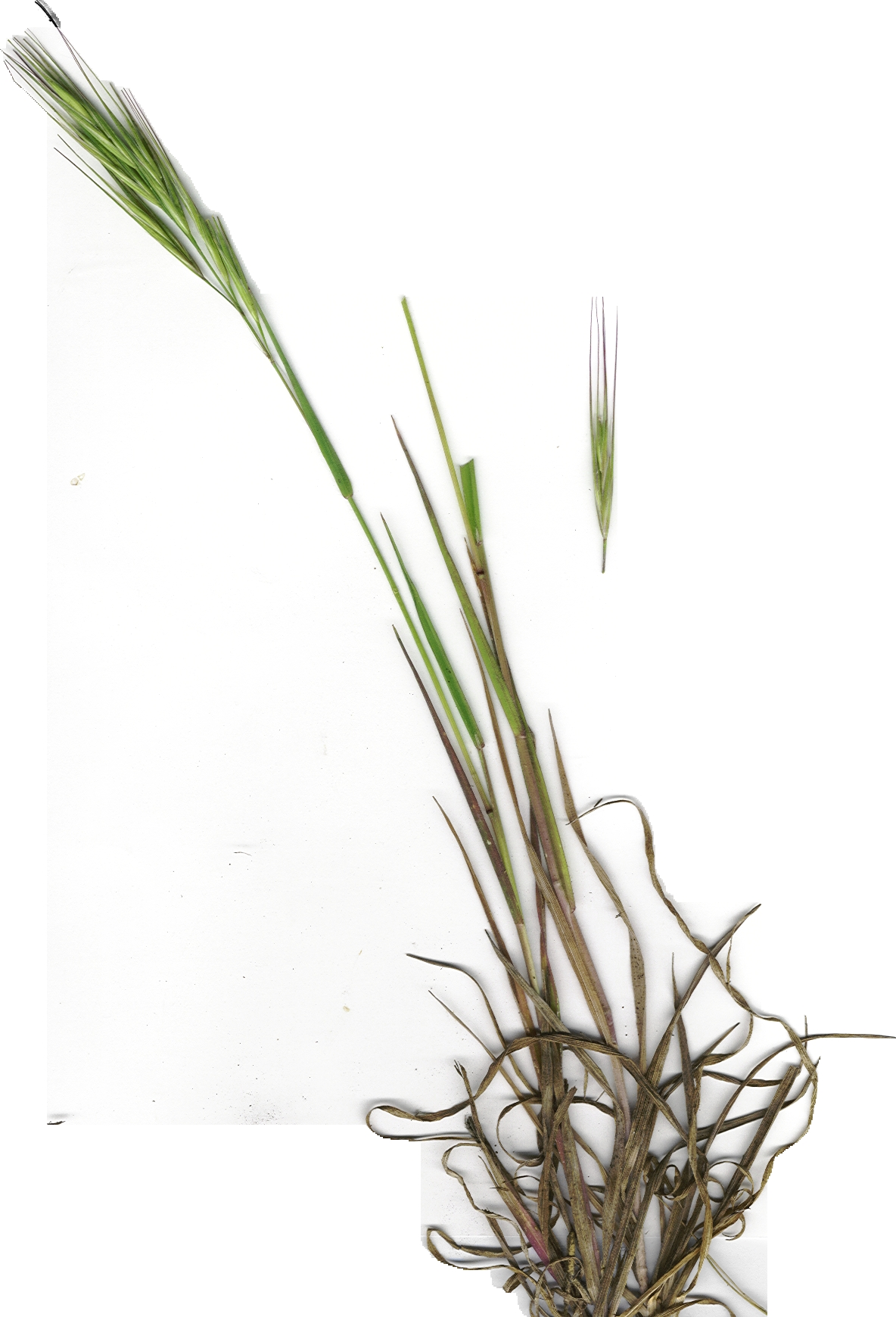